# Olivier Korol
Pour les articles homonymes, voir Korol.
Olivier Korol, est un acteur, metteur en scène et directeur artistique français.
Actif dans le doublage, il est la première voix française de Sonic dans les séries d'animation Les Aventures de Sonic, Sonic the Hedgehog et Sonic le Rebelle.

## Biographie
Passionné de théâtre et de comédie, Olivier Korol suit les  cours  de Tony Jacquot, puis dans différentes écoles avant de devenir professeur de théâtre au Conservatoire de la ville de Saint-Ouen.
Au théâtre il interprète de nombreuses pièces dans différents registres, dont le rôle de Napoléon Bonaparte à maintes occasions notamment pour la ville de Troyes, en 2014, dans le cadre du spectacle Ville en Lumières mis en scène par Christian Brendel,,,.
Il va se démarquer en s'exerçant à l'écriture de courts métrages ainsi que de pièces de théâtre; poèmes et aphorismes. Il intègre aussi le milieu du doublage francophone. Il doublera l'acteur Clifton Collins Jr. à deux reprises lorsque celui-ci faisait ses débuts ou encore Alexander Chaplin. Il sera aussi la voix du personnage de Zahir Arif (interprété par Granville Adams) dans la série Oz. Parmi ses doublages, on peut citer la série JAG où il double, pendant huit saisons, le rôle de Jason Tiner ou encore la série Urgences, doublant les personnages de K.J. Thibeaux et Charlie Chaz Pratt Jr.
Il va devenir aussi une voix importante dans le doublage de dessin animé et plus particulièrement de manga. Néanmoins, il va aussi être le créateur de la voix française du hérisson bleu Sonic pour les trois premières séries consacrées au personnage de jeux vidéo, ou d'Alvin dans la série animée Alvin et les Chipmunks. Il participe aussi à des doublages de jeux vidéo comme dans Retour vers le futur, le jeu, prêtant sa voix au personnage principal Marty McFly, ou encore à la légende du skateboard Tony Hawk dans Tony Hawk's Proving Ground.
Il va aussi se faire connaître notamment par ses performances avec les personnages de Kunio Murai dans la série Great Teacher Onizuka ainsi que de Roger dans Doug ou encore celui de Ed dans Ed, Edd et Eddy. Il retrouve le personnage de Sonic dans Les Mondes de Ralph et dans sa suite Ralph 2.0
Olivier Korol s'implique aussi dans le milieu du court métrage, jouant dans de nombreux films du réalisateur Maxime Hurtaux.
Il intègre la compagnie du TBM, où il dispense des ateliers de théâtre pour la ville de Nanterre.
Il reprend le rôle de Napoléon lors de l'événement "Napoléon à Versailles, journées Grande Armée" qui a lieu au domaine de Trianon au Château de Versailles,,,.

## Théâtre
- 1977 : Dom Juan, mise en scène par Michel Le Royer : Pierrot[13]
- Un chapeau de paille d'Italie (Compagnie Le Cercle) : Félix (ainsi qu'assistant à la mise en scène)
- Oncle Vania (Compagnie du Cerisier) : Téléguine (ainsi qu'assistant à la mise en scène)
- Gabilolo & La Radio des animaux au rôle et assistant à la  mise  en scène Théâtre des Blancs Manteaux
- Le Journal d'un fou (Compagnie Marty et Les étoiles de Paris) au Théâtre de Montauban
- 1987 : Le Mariage de Figaro, mise en scène par J.P Vincent, au Théâtre national de Chaillot[14]
- Une nuit sans soleil rôle principal mise en scène  Yves  Thuillier au Guichet Montparnasse[15]
- Le Concile d'amour : L'Ange (Tournée parisienne et dans le Nord de la France) mise  en  scène : Patrice Bigel[16]
- Les Cloneries de la vie (texte et mise en scène Olivier Korol  avec Robert Valbon[17]
- Les Liaisons dangereuses  mise en scène Olivier Korol au Café de Flore[18]
- Moi je personnellement :  Rôle  de  Bruce-Avignon mise  en  scène Olivier Korol[19]
- Grandes Eaux de Versailles mise en scène  et  rôle  de : Napoléon
- Amour et Ruralité  texte   mise en scène et   Rôle principal  Passage sur scène ouverte au Point-Virgule)
- passages au Don Camillo
- État d'Alerte de Jérémy Jeannin  au Bouffon  Théâtre  rôle  principal.
- Ville en Lumières : Mise en scène : Christian Brendel  rôle  Napoléon
- De la Mère et de la Patrie : Lecture présentation de la pièce rôle principal du Narrateur. De Bozena Keff, Théâtre Laboratoire Elizabeth Czerczuk.
- Ici-là-bas de Bogusław Schaeffer. Traduction, mise en scène, et joué par : Agnieszka Grzybowska et Olivier Korol. Lecture  au théâtre de  la Huchette.
- Les Grandes inspiratrices du XXe siècle au café le Viaduc : Présentation du spectacle
- Je me souviens de là bas une création collective du théâtres du bout du monde et du théâtre de Kalam, festival vent contraire de Nanterre : Mise en scène avec Philippe Guerin.
- Napoléon à Versailles produit par Château de Versailles spectacles rôle de Napoléon
- Ragnarök, mise en scène d'Olivier Korol, festival de Fontdouce[20],[21].
- Aimons nous les un loin des autres de Denis Cherer, co-mise en scène Denis Cherer et Olivier Korol, festival d'Avignon 2024[22],[23].

## Filmographie

### Cinéma
- 1982 : Le Voyageur imprudent de Pierre Tchernia : Bonaparte [24],[25]
- 1989 : Theroigne de Mericourt de Miguel Courtois
- 1990 : Formule Un de Paul Planchon
- 1992 : La Légende du Vent du Nord : Bakallu [26]
- 2010 : Par amour pour toi de Gérard Rombi : César[27]

### Télévision
- 1980 : La Vie des autres : Un voyou (épisode La Crétoise) [28]
- 1981 : L'inspecteur mène l'enquête
- 1981 : Histoires Contemporaines (Mini-série télévisée) de Michel Boisrond : Un soldat
- 1997 : Une femme en blanc[29] épisode La Maison des enfants de Aline Issermann
- 1999 : Mélissol de Jean-Pierre Igoux : Lieutenant Choubar (épisode La Maison sans toit)
- 2020 : L'Amour flou de Romane Bohringer : Le débiteur anonyme

### Courts métrages
- 2007 : Le bouquet du mâle
- 2007 : Iris Versatile
- 2007 : Conquérantes
- 2012 : Les rescapés de Minerve : Raaken
- 2012 : La monnaie de ma pièce : Victor
- 2013 : Les  enquêtes  de  l 'étrange : L'assassinat  du  shérif  Morlay : Onledate
- 2013 : La clé des ombres : Le diable
- 2013 : Des dimanches à tuer : Raoul
- 2015 : La Ballerine de Natalia  Bogdanovska : Le mari
- 2015 : Le début de la fin d'Esther Masson : Lucifer
- 2015 : La fin du cauchemar de Maxime Hurtaux : Jean
- 2015 : Court-métrage de la Fondation française pour la recherche sur l'épilepsie : Le médecin
- 2016 : L'honneur d'un chef de Maxime Hurtaux : César
- 2016 : Les voies du Seigneur de Matthias Guilbaud & Alexis Sévellec : M. Torroni.
- 2016 : Ragot, épisode 3 : Chien mouillé d'Aurélien Rosich : Un flic de la BAC.
- 2017 : Aphorismes réseaux sociaux de et par Olivier Korol
- 2017 : Le guide du voisinage de Marion Bouche et Adelaide Trotignon : Carlos le père
- 2019 : PVC de Ilyass Jamil : Xavier

### Web serie
- 2023 : Chorka fi Chouka de Niddal  EL Mellouhi pour Dima TV : M. Jacob (épisode 12 et 13)
- 2023 : Men's world de Diego Thomas-Esteban et Alexis Desprez pour BoxonTV : L'ouvrier comique (épisode 2)

## Doublage

### Cinéma

#### Films
- Tatsuya Fujiwara dans :
  - Death Note (2006) : Light Yagami
  - Death Note 2: The Last Name (2008) : Light Yagami
- 1984 : Breakdance Party : Sike (Sammy Luquis)
- 1984 : Johnny le dangereux : Johnny jeune (Byron Thames)
- 1985 : Le Retour des morts-vivants : Chuck (John Philbin)
- 1987 : La Joyeuse Revenante : Danny Chadman (Thor Fields)
- 1987 : Beauté fatale : Flaco (Michael DeLorenzo (en))
- 1988 : Split Decisions : Rudy (David Labiosa)
- 1990 : Diving In : Wayne Hopkins (Matt Adler)
- 1992 : Singles : lui-même (Wayne Cody)
- 1993 : Poetic Justice : un travailleur aux docks (Michael Rapaport)
- 1993 : Au nom du père : Paddy Armstrong (Mark Sheppard)
- 1993 : Amos et Andrew : l'officier Donnie Donaldson (Brad Dourif)
- 1994 : Deux garçons, une fille, trois possibilités : Richard (Alexis Arquette)
- 1994 : The Crow : Jugger (Tierre Turner)
- 1996 : La Course au jouet : Tony l'elfe (Danny Woodburn)
- 1999 : Speedway Junky : Johnny (Jesse Bradford)
- 2000 : Maze : Lyle Maze (Rob Morrow)
- 2000 : Quoi de neuf, docteur ? : Scott Coffer (Brandon Douglas)
- 2001 : The Substitute 4 : Buckner (Scott Miles)
- 2004 : Starship Troopers 2 : le caporal Thom Kobe (Brian Tee)
- 2004 : Torque, la route s'enflamme : Neil Luff (Dane Cook)
- 2004 : Locataires : un boxeur
- 2005 : Broken Red : le commentateur hippique
- 2005 : Serenity : Hoban "Wash" Washburne (Alan Tudyk)
- 2005 : Munich : un athlète
- 2006 : Zebraman : le crabe/Kitahara (Akira Emoto)

#### Films d'animation
- 1984[30] : Lamu : Un rêve sans fin : Megane, père de Ryuunosuke, père d'Ataru
- 1986 : Les Minipouss : Leur Véritable Histoire : le père des Minipouss
- 1987[31] : Les Aventures d'Oliver Twist : un garnement de l'hospice et divers enfants
- 1987[32] : Éris : La Légende de la pomme d'or : Yann
- 1988[33] : Max et Compagnie, le film : Je veux revenir à ce jour : Seiji Komatsu
- 1989[34] : Venus Wars[35] : Tao
- 1991[36] : Nadia et le Mystère de Fuzzy : Ayrton, Echo
- 1994[37] : L'Oiseau Bonheur[38] : le jeune marié (court-métrage)
- 1995[39] : La Légende de Crystania : Matisse
- 1997[40] : Neon Genesis Evangelion: Death and Rebirth : Toji Suzuhara et Kaoru Nagisa
- 1997[40] : The End of Evangelion : Kaoru Nagisa
- 1997[41] : Détective Conan : Le Gratte-Ciel infernal : Genta Kojima et Teiji Moriya
- 1998[42] : Pokémon, le film : Mewtwo contre-attaque : Fergus (dresseur au Léviator)
- 2001[43] : Sakura Wars : Film : Kotone Seiryūin
- 2003[44] : One Piece : L'Aventure sans issue : membre de la marine, serveur, pirate
- 2004[44] : One Piece : La Malédiction de l'épée sacrée : pirates et villageois
- 2004 : Barbie : Cœur de princesse : Wolfie
- 2006 : Franz et le chef d'orchestre : le corniste et le vendeur de guitare
- 2012 : Les Mondes de Ralph : Sonic
- 2018 : Ralph 2.0 : Sonic

### Télévision

#### Téléfilms
- 1989 : Un silence coupable (A deadly silence) : Sean Pecar (Philip Linton)
- 1989 : Meurtre à Central Park : un voleur
- 1994 : Obsessions meurtrières : Hank (Heath Kizzier)
- 1994 : Jeu mortel : Steven Stevens (Laurie Grogan)
- 2000 : Classé X : Jim Mitchell (Emilio Estevez)
- 2010 : Coup de foudre et rock'n roll : Ordner

#### Séries télévisées
- Alexander Chaplin dans :
  - Spin City (1996-2000) : James Hobert III (100 épisodes)
  - Numb3rs (2007) : Austin Parker (saison 3, épisode 18)
  - Madam Secretary (2015) : Chad Sorenson (saison 2, épisode 4)
- Chuck Carrington dans :
  - JAG (1997-2003) : le Quartier-Maître première classe Jason Tine (99 épisodes)
  - The Glades (2013) : Ian Carmody (saison 4, épisode 8)
- Clifton Collins Jr. dans :
  - New York Police Blues (1997) : Jimmy Cortez (saison 4, épisode 18)
  - Thief (2006) : Jack Hill (mini-série)
- John Cabrera dans :
  - Gilmore Girls (2003-2007) : Brian Fuller (2e voix, saisons 4 à 7)
  - Gilmore Girls : Une nouvelle année (2016) : Brian Fuller (mini-série)
- P.J Byrne dans :
  - Twins : Eric Wiener (épisode 14)
  - Hannah Montana: Baz. B Berkley
- 1987-1988 : Les Années collège : Rick Munro (Craig Driscoll) (10 épisodes)
- 1988-1989 : La Belle et la Bête : Zach (Zachary Rosencrantz) (10 épisodes)
- 1989-2006 : Une Famille en Bavière[45] : Markus Rombach (Michael Wolf) (210 épisodes)
- 1990-1993 : Force de frappe : J.J. (Andre Mayers) (65 épisodes)
- 1991-1992 : Trainer[45] : Danny Foster (Neil Nisbet) (21 épisodes)
- 1992-1993 : Alerte à Malibu : Jimmy Slade (Kelly Slater) (23 épisodes)
- 1994-1995 : Friends : Paolo (Cosimo Fusco) (4 épisodes)
- 1994-1995 : Chez Boogie[45] : Kirby (Zack Ward)
- 1994-1995 : La Fête à la maison : Nelson Burkhard (Jason Marsden) (4 épisodes)
- 1995 : Océane : Mick Byrne (Anthony Hayes) (13 épisodes)
- 1996-1997 : Relativity : Doug Kroll (Adam Goldberg) (17 épisodes)
- 1996-1997 : Pacific Beach : Joel Ritchie (Adrian Lee)
- 1996-2000 : Kenan et Kel : Chris Potter (Dan Frischman) (62 épisodes)
- 1997-1999 : L'Équipe de rêve[46] : Warren Masters (Clinton Kenyon) (109 épisodes)
- 1997-1999 : Sunset Beach : Tim Truman (Dax Griffin) (326 épisodes)
- 1997-1999 : Hartley, cœurs à vif : Peter "D'Espo" D'Esposito (Mario Gamma) (36 épisodes)
- 1997-2003 : Oz : Zahir Arif (Granville Adams) (48 épisodes)
- 1998 : Power Rangers : Dans l'espace : Psycho Ranger Bleu (Wally Wingert) (3 épisodes)
- 2000 : Un sacré détective : le séminariste
- 2001 : La Brigade du courage : Steve Prentiss (Scott Lane) (9 épisodes)
- 2001 : Division d'élite : Mark (Eric Szmanda) (saison 1, épisode 14)
- 2002 : Firefly : Hoban "Wash" Washburne (Alan Tudyk) (14 épisodes)
- 2003-2004 : Shérifs à Los Angeles : Mike Moran (Charlie Shahnaian) (14 épisodes)
- 2004 : FBI : Portés disparus : Kevin Grant (Devon Gummersall) (saison 2, épisode 17)
- 2004 : Au cœur du péché : Pai Helinho (Matheus Nachtergaele) (133 épisodes)
- 2005-2009 : Urgences : K.J. Thibeaux (Jordan Calloway) (7 épisodes) / Charlie "Chaz" Pratt Jr. (Sam Jones III) (16 épisodes)
- 2005-2009 : Earl : Tim Stack (Timothy Stack) (18 épisodes)
- 2006 : Help Me Help You[47] : Parvesh (Parvesh Cheena (en)) (épisodes 1 et 7)
- 2006 : Twins : Eric Wiener (P.J. Byrne) (épisode 14)
- 2006-2007 : Whistler : Murphy (Joe Keithley) (saison 1, épisode 9) / Griff (Tommy Lioutas) (13 épisodes)
- 2008 : Sons of Anarchy : l'agent Smith (Derwin Jordan) (4 épisodes)
- 2009 : Hannah Montana, le film : P.J Byrne Baz. B Berkley P.J.Byrne
- 2010 : Bailey et Stark : Carson (Michael Weston), Andy (Ethan Suplee)
- 2012 : Raising Hope : voix additionnelles
- 2013 : Banshee : l'officier Stillman (Vince Pisani) (saison 1, épisode 5)
- 2016-2020 : Insecure : Derek DuBois (Wade Allain-Marcus) (13 épisodes), Tyrell Smith (Street Judas) (Kristofer Gordon) (saison 1, épisode 6)

#### Séries d'animation
- 1979[48] : Doraemon : Suneo Honekawa
- 1982-1983 : Robotech : Bowie Grant, Lynn Kyle
- 1983-1990 : Alvin et les Chipmunks : Alvin
- 1984-1990 : Les Muppet Babies : Animal
- 1986 : Les Popples : Puzzle
- 1986-1989 : Saint Seiya : Yann de l'Ecu
- 1987 : Charlotte : Quentin
- 1987-1988 : Bécébégé : Bill
- 1987-1988 : Malicieuse Kiki : le binoclard
- 1988 : Diplodo : Diplopince, Claude
- 1988-1989 : Les Samouraïs de l'éternel : Cyanor, Yann, Nazaa
- 1990-1991 : He-man, le héros du futur : Caze
- 1991 : Robin des Bois Junior : Frère Tuck
- 1991[49] : 3×3 Eyes : Voix additionnelle
- 1991-1999 : Doug : Roger
- 1993 : L'Histoire sans fin : Izity fils de la déduction
- 1993 : Cadillacs et Dinosaures : Adamas (épisode 08)
- 1993-1995 : Les Motards de l'espace : Throttle
- 1993-1996 : Les Aventures de Sonic : Sonic le Hérisson
- 1993-1996 : Les Aventures de Sonic, série 2 : Sonic le Hérisson
- 1994-1997 : Le Bus magique : le producteur
- 1995-1996 : Neon Genesis Evangelion : Toji Suzuhara[50]
- 1995-1996 : Golden Boy (manga) : Kintaro Oe
- 1995-1996 : Crypte Show : Rick (épisode 2), Daryl (épisode 3), Eddy (épisode 4), Rex Reavis (épisode 8), Kenny Seldon (épisode 10), Ben (épisode 13), Jimmy (épisode 16), Éric (épisode 19), Wendell (épisode 20), Horace (épisode 22), Ben (épisode 26), divers personnages
- 1995-1996 : El Hazard : Peter
- 1995-1998 : Les Chroniques de la guerre de Lodoss : Orson
- 1996-2003 : Tabaluga : Kayo
- 1998-2003 : Hunter × Hunter : Nobunaga
- 1999-2000 : Great Teacher Onizuka : Kunio Murai
- 1999-2000 : Sonic le Rebelle : Sonic
- 1999-2009 : Ed, Edd et Eddy : Ed
- 2001 : Shaman King : Tao Ren
- 2001 : Invader Zim : Zut, la lettre M, Larb et Voix additionnelles
- 2002-2012 : Arthur : Buster Baxter (2e voix, saisons 7 à 15)
- 2003-2004 : Gungrave : Balladbird Lee
- 2003-2010 : Ikki Tousen : Sagi, Hammo, Kanney, Kaitsu, Sôsô, Osho, Kaiyu
- 2005-2006 : Tsubasa Reservoir Chronicle : Ryo
- 2006-2010 : Foot 2 rue : Monsieur Albert
- 2010 : One Piece : Mikazuki, Baskerville (Kerville), Joz (1re voix, épisode 316), Grand frère Risky
- 2021 : Shaman King : Tao Ren
- 2021 : Battle Game in 5 seconds : Katsuya
- 2022 : Stardust Crusaders (JoJo's Bizarre Adventure saison 2) : Narrateur, voix radio.
- 2023 : Four Knights of the Apocalypse (Seven Deadly Sins) : Bob

### Jeux vidéo
- 1997 : Atlantis : Secrets d'un monde oublié : Hector et Lascoyt
- 2007-2012 : Mass Effect : plusieurs rôles
- 2010 : Retour vers le futur, le jeu : Marty McFly (enregistré chez Triom, mais non exploité)
- 2011 : Dungeon Siege III : Radiant
- 2019 : Man of Medan : présentation du jeu

## Direction artistique
- 2004 : Au cœur du péché
- 2004 : Ikki Tousen
- 2004 : Ninja Scroll
- 2020 : La réalité sous le masque[51] (documentaire du Théâtre du Bout du Monde de la ville de Nanterre)

### Documentaires
- 2013 : Ceux du Bout du Monde : un ado
- 2014 : Spécial Investigation « Les OGM «bientôt dans nos assiettes» » de Paul Moreira : paysans, diverses voix
- 2017 : vidéo documentaire IVG : rôle du médecin de la faculté de médecine Pierre-et-Marie-Curie
- 2017 : My Cat from Hell
- 2017 : François Patrice, un destin de cinéma

## Voix off

### Publicité
- 2018 : publicité cinéma pour Tati (entreprise)